# Felix Andrian
Felix Andrian, avstrijski general, * 31. julij 1857, † 5. maj 1940.

## Življenjepis
Med prvo svetovno vojno je bil poveljnik 8. gorske brigade.
Upokojen je bil 1. januarja 1919.

## Pregled vojaške kariere
Napredovanja
- generalmajor: 1. maj 1914 (z dnem 16. majem 1914)
- podmaršal: 1. maj 1917 (z dnem 19. majem 1917)